# Little Quacker
«Маленький утёнок» (англ. Little Quacker) — сорок седьмой эпизод из серии короткометражек «Том и Джерри» Уильяма Ханны и Джозефа Барберы, выпущенный 7 января 1950 года и первый мультфильм цикла 1950-х годов.

## Сюжет
Раннее утро. Мать-утка оставляет своё гнездо и идёт к озеру, чтобы одновременно и прополоскать рот, и покупаться. Внезапно Том вылезает из своей засады и похищает яйцо. Том безумно мчится домой, ставит на плиту сковороду, и, надеясь сделать яичницу, разбивает яйцо. Но вместо яйца в сковороду падает маленький утёнок (Крякер). Том думает, как ему с ним поступить, но понял, что можно сделать из него фаршированного утёнка.
Том откармливает утёнка хлебом, и, пока тот ест, Том берёт тесак и наносит удар. Правда, Том промахивается, и Крякер убегает от него в норку Джерри; Том сразу же подбегает к норе и стоит в засаде. Крякер прячется в постели Джерри. Увидев Джерри, утёнок говорит, что кот его чуть его не убил тесаком. Джерри аккуратно идёт проверить, что же там, выглядывает из норы, и Том едва не отрубает Джерри голову. Злой Джерри, через розетку просовывает хвост Тома через свою нору, и кончик хвоста подставляет под удар. Том кончик своего хвоста отрубает, и начинается погоня за Джерри и Крякером. Во время погони Крякер спасает Джерри, срубив столб поверх головы Тома, загнав Тома в землю.
Джерри и Крякер пошли в камыши в поисках матери Крякера. Том, вооружившись ружьём и манком, приманивает Крякера к себе утиным голосом. Джерри останавливает Крякера, увидев, что Том подделывает голос утки, меняет манок на динамит, после чего погоня продолжается. В это время мать-утка ищет своего малыша. Внезапно она видит, что её малыш и Джерри забегают в амбар поблизости, и в этот момент Том проезжает по ней своей газонокосилкой. Мать-утка тут же прикрывается перьями и воссоединяется со своим малышом. Утёнок рассказывает ей, что случилось, и она зовёт отца Крякера — Генри, мускулистого селезня (по татуировке с изображением якоря можно понять, что он служит на флоте) и рассказывает ему о случившемся. Генри в бешенстве наказывает Тома, проехавшись по нему газонокосилкой.
Крякер, его мать и Джерри на плоту плавают по озеру, и все трое крякают (Джерри крякает при помощи манка Тома).

## Факты
- В этом эпизоде состоялся дебют Крякера, утёнка и частого напарника Джерри. Крякер появится ещё в 7 эпизодах.
- Всех персонажей в мультфильме озвучил актёр Реджинальд Коффи (более известен как Ред Коффи), который так хорошо озвучил Крякера и его семейство «утиным» голосом, что некоторые приняли Клеренса Нэша, «голос» знаменитого Дональда Дака, за актёра Крякера.
- Сцена с срубленным столбом, который вдалбливает Тома в землю, была использована в серии «Hatch Up Your Troubles».